# Heureka
Heureka ist altgriechisch (εὕρηκα oder älter ηὕρηκα) und heißt „Ich habe [es] gefunden“. Der Spruch ist vor allem im Zusammenhang mit Archimedes von Syrakus überliefert und bekannt. Grammatikalisch handelt es sich um die 1. Person Singular Indikativ Perfekt Aktiv von εὑρίσκειν heurískein „(er)finden, entdecken“.

## Aussprache
Die im Deutschen verbreitete Aussprache [ˈhɔɪreka] gibt die ursprüngliche Aussprache nicht richtig wieder. Diese lautete im klassischen Griechisch ungefähr [hɛːǔ̯rɛːka] (Schreibweise ηὕρηκα), später [heǔ̯rɛːka] (Schreibweise εὕρηκα). Im heutigen Griechischen lautet sie [ˈɛvrika] (Schreibweise εύρηκα).

## Herkunft und Verwendung
Der Ausruf ist nach einer von Plutarch und Vitruv überlieferten Anekdote berühmt geworden, der zufolge Archimedes von Syrakus unbekleidet und laut Heureka! rufend durch die Stadt gelaufen sein soll, nachdem er in der Badewanne das nach ihm benannte Archimedische Prinzip entdeckt hatte. Seitdem wird Heureka als freudiger Ausruf nach gelungener Lösung einer schwierigen (meist geistigen) Aufgabe verwendet und steht auch als Synonym für eine plötzliche Erkenntnis.
Das Motto wurde auch von dem berühmten Mathematiker Carl Friedrich Gauß verwendet. Als er 1796 entdeckte, dass sich jede positive ganze Zahl als Summe von höchstens drei Dreieckszahlen darstellen lässt, schrieb er die folgende Zeile in sein Notizbuch: „ΕΥΡΗΚΑ! num = Δ + Δ + Δ“.
„Eureka“ ist das Staatsmotto des US-Bundesstaates Kalifornien. Einige Städte in den USA sind nach diesem Ausspruch benannt.
Siehe auch Eureka für weitere von diesem Ausspruch abgeleitete Bezeichnungen.
Das erste Science Center Fennoskandinaviens, das Heureka, ist nach dem Ausruf benannt.